# S7 Airlines
S7 Airlines, legalmente JSC Siberia Airlines (in russo: АО «Авиакомпания "Сибирь"», "АО Aviakompania Sibir"), è una compagnia aerea con sede a Ob', Oblast' di Novosibirsk, Russia, e con uffici anche a Mosca. Nel 2008 era la più grande compagnia aerea domestica russa, con le basi principali presso l'aeroporto internazionale di Mosca-Domodedovo e l'aeroporto di Novosibirsk-Tolmačëvo. È un membro dell'alleanza Oneworld.

## Storia

### I primi anni
L'attuale S7 Airlines venne creata nel 1957 come "Tolmachevo united squadron" della Direzione generale dell'aviazione civile dell'Unione Sovietica. Dopo la disintegrazione dell'URSS e durante le riforme economiche russe degli anni novanta, nel 1992 venne creata la compagnia statale Siberia Airlines basata sullo squadrone e successivamente privatizzata nel 1994.
Nel 1997, Siberia Airlines cercò di acquistare Vnukovo Airlines, per fare di Mosca il suo hub principale, ma l'acquisto non andò avanti. Dopo la crisi finanziaria russa del 1998, Vnukovo Airlines si stava dirigendo verso il fallimento e Siberia Airlines si offrì di unire le due compagnie aeree, ma Vnukovo rifiutò. Nel 1999, Siberia Airlines firmò un documento in cui si proponeva di rilevare Vnukovo Airlines, nel caso in cui Vnukovo avesse cessato le operazioni a causa di insolvenza.

### Sviluppi dal 2000

Il logo in uso dal 2005 al 2015.

Siberia Airlines iniziò a fondersi con Vnukovo Airlines nel 2001. Lo stesso anno, la compagnia assorbì Baikal Airlines e poi, nel 2004, Chelyabinsk Airlines ed Enkor. Nel 2002, Siberia Airlines iniziò i servizi dall'ex base di Vnukovo Airlines Mosca-Vnukovo, ma dopo qualche tempo spostò tutti i voli (compresi i voli charter da Mosca-Sheremetyevo) a Mosca-Domodedovo.
I primi aerei non russi, gli Airbus A310, vennero acquisiti nel 2004. Nell'estate 2004, durante il Farnborough Airshow, la compagnia firmò un memorandum d'intesa per l'acquisto di cinquanta Sukhoi Superjet 100, con la consegna del primo programmata per il 2007. Tuttavia, la compagnia aerea abbandonò i suoi piani, adducendo che le specifiche modificate dell'aereo non soddisfacevano più i requisiti.
Siberia Airlines è stata rinominata S7 Airlines in un'operazione di rebranding nel 2005.
In linea con una risoluzione dell'International Air Transport Association (IATA), da dicembre 2006 la compagnia ha iniziato a pubblicare le sue tariffe per le destinazioni internazionali originarie della Russia in euro, anziché in dollari statunitensi. Ciò ha comportato un aumento della tariffa, poiché il tasso di conversione utilizzato era di 1 euro = 1 dollaro USA. Sono stati pubblicati anche i supplementi carburante in euro. Le sue tariffe nazionali dovevano ancora essere mostrate nella valuta locale. Sempre nel dicembre 2006, la compagnia aerea è diventata il secondo vettore aereo russo a completare e superare la IATA Operational Safety Audit, che è il primo standard globale di sicurezza aerea.
Nell'aprile 2007, S7 ha annunciato di aver costituito una nuova divisione, denominata Globus. Questa divisione doveva concentrarsi sui voli charter per i turisti verso destinazioni di vacanza all'estero. Inizialmente, gli aerei per questa divisione sarebbero stati tratti dalla flotta principale, ma durante il 2010-2014 sono stati noleggiati dieci Boeing 737-800 con un layout all-economy, con un'opzione per altri dieci aeromobili. S7 ha aderito all'alleanza aerea Oneworld nel 2010.
Nel novembre 2015, S7 Airlines ha fatto un'offerta per acquisire una partecipazione di maggioranza nella fallita Transaero. Tuttavia, la proposta è stata respinta dagli azionisti. Nel 2016, la band americana OK Go ha collaborato con S7 per girare un video musicale "zero-g" per la loro canzone "Upside Down & Inside Out", a bordo di un aereo a gravità ridotta.
Il 28 agosto 2018, S7 ha annunciato l'investimento di 192,87 milioni di dollari per un nuovo stabilimento di produzione del suo piano industriale "Victory" a Mosca. Nel dicembre 2018, pochi mesi dopo il completamento dell'acquisto di Sea Launch, la holding madre è stata ribattezzata da S7 Group a S7 AirSpace Corporation per riflettere la transizione da un'attività esclusivamente aeronautica. Nell'ottobre 2018, la compagnia aerea ha preso in consegna il suo primo Boeing 737 MAX 8 diventando il cliente russo di lancio di questo tipo di aeromobile.
Il 31 marzo 2019, la presidente e co-proprietaria Natalia Fileva è morta dopo che l'aereo privato Epic LT in cui si trovava si è schiantato durante l'atterraggio all'aeroporto di Francoforte Egelsbach. Nell'agosto 2019, S7 Airlines ha annunciato un'opera di beneficenza raccogliendo il sostegno finanziario per le foreste siberiane, danneggiate da massicci incendi. Pertanto, la compagnia aerea ha deciso di colorare uno degli Airbus A320-200 alla livrea ibrida-retrò, per sottolineare il suo nome precedente e tecnico,Siberia Airlines, combinando due livree: del 1992-2005 e del 2017-oggi. Sempre nell'agosto 2019, il capo della compagnia aerea ha annunciato che S7 Airlines e Globus Airlines si sarebbero fuse a dicembre 2019, chiudendo così le operazioni della seconda compagnia aerea. All'inizio di dicembre 2019 la fusione era stata completata.
A febbraio 2022, come conseguenza delle sanzioni imposte alla Russia per il conflitto in Ucraina, S7 Airlines e altre compagnie aeree russe è stato interdetto sorvolare lo spazio aereo dell'Unione Europea e di altre nazioni. Ciò ha comportato la sospensione di tutte le rotte di S7 in Europa il 25 febbraio 2022 e alla sospensione di tutte le rotte internazionali il 5 marzo 2022. Inoltre il 19 aprile 2022 l'alleanza tra S7 e Oneworld è stata sospesa fino a data da destinarsi. Nel settembre 2022, S7 ha raggiunto un accordo per restituire i suoi Boeing 737 MAX al proprio locatore, trasferiti attraverso un paese neutrale.

## Destinazioni

### Accordi commerciali
Al 2022 S7 Airlines ha accordi di code-share con le seguenti compagnie:
- Aegean Airlines
- Air Astana
- All Nippon Airways
- Asiana Airlines
- Azerbaijan Airlines
- Belavia
- British Airways
- El Al
- Emirates
- Etihad Airways
- Hainan Airlines
- NordStar Airlines
- Qatar Airways
- Royal Air Maroc
- Royal Jordanian
- Singapore Airlines
- TAP Air Portugal
- Uzbekistan Airways
- Yamal Airlines

### Alleanze
S7 Airlines è un membro dell'alleanza Oneworld dal 2010.

## Flotta

### Flotta attuale

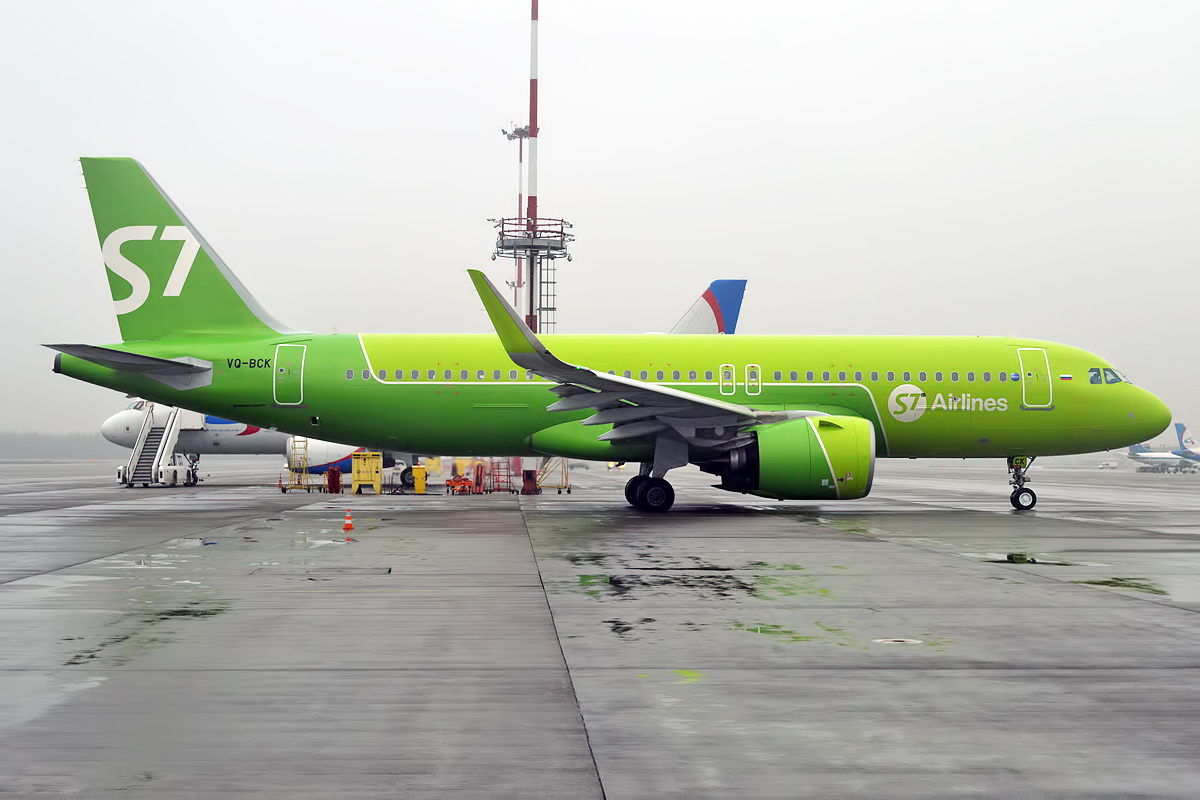
Un Airbus A320neo.

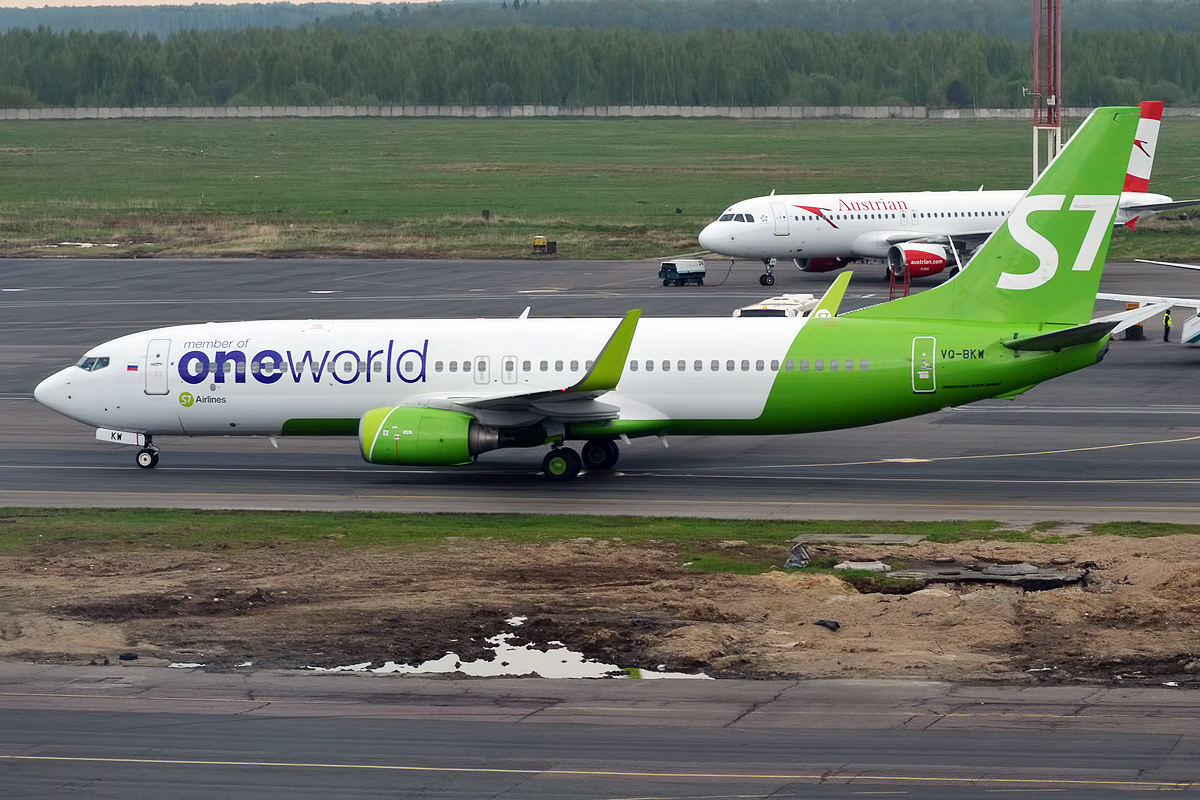
Un Boeing 737-800.

A maggio 2025 la flotta di S7 Airlines è così composta:

### Flotta storica

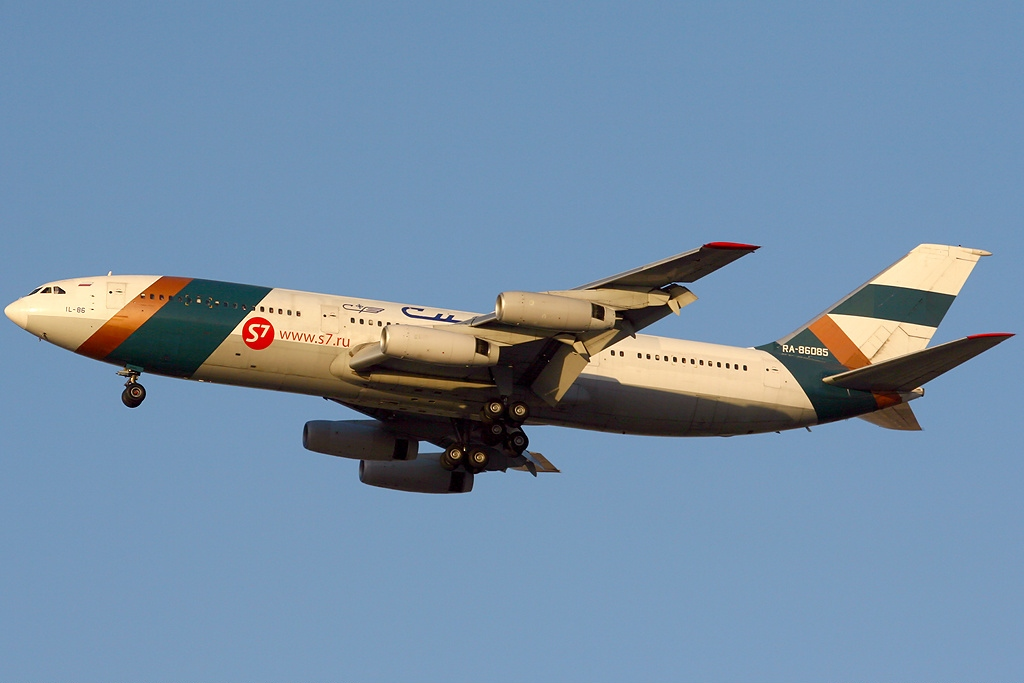
Un Ilyushin Il-86.

S7 Airlines operava in precedenza con i seguenti aeromobili:

## Incidenti
- Il 4 ottobre 2001, il volo Siberia Airlines 1812, operato da un Tupolev Tu-154, scomparve dai radar vicino alla città russa di Soči, sul mar Nero. 66 passeggeri e 12 membri dell'equipaggio rimasero uccisi. La commissione d'indagine appurò che l'aereo era stato abbattuto per errore da un missile antiaereo S-200 ucraino partito durante un'esercitazione.[21]
- Il 24 agosto 2004, il volo Siberia Airlines 1047, operato da un Tupolev Tu-154B2 in rotta da Mosca a Soci, registrazione RA-85556, esplose in volo e precipitò a causa di un attentato terroristico vicino a Rostov sul Don, in Russia, provocando la morte di tutte le 46 persone a bordo.[22]
- Il 9 luglio 2006, il volo S7 Airlines 778, operato da un Airbus A310 con 193 passeggeri e 10 membri dell'equipaggio a bordo, subì un incidente in atterraggio all'aeroporto Internazionale di Irkutsk in Siberia. Il jet non riuscì a decelerare all'atterraggio, uscì di pista e si schiantò contro una barricata di cemento; 125 persone morirono nello schianto.[23]
- Il 2 dicembre 2021, il volo S7 Airlines 5220, un Airbus A321-271N, ha effettuato un atterraggio di emergenza all'aeroporto Internazionale di Irkutsk a causa della formazione di ghiaccio che ha portato a una ridotta controllabilità del velivolo. Il volo ha sofferto di rapide e improvvise oscillazioni di beccheggio per 7 minuti. Dopo che il controllo è stato ripreso, il volo è stato dirottato su Irkutsk, dove tutte le 209 persone a bordo sono uscite indenni.[24][25]